# Angelo Stefano Brusco
Angelo Stefano Brusco (Savona, 18 aprile 1745 – Noli, 10 gennaio 1831) è stato un pittore italiano del Settecento che operò soprattutto in Liguria.

## Biografia
Angelo Stefano Brusco nella sua lunga carriera ha prodotto decorazioni di soggetto sacro e profano che ornano chiese e palazzi di Savona e dintorni.
Figlio di Giovanni Battista e Anna Maria Romè, fu fratello di Giacomo Agostino Brusco e di Paolo Gerolamo Brusco. Dal padre apprese l'arte di dipingere maioliche, perfezionandosi poi nel laboratorio del ceramista savonese Giacomo Boselli. Compì studi pittorici specializzandosi nella realizzazioni di Trompe-l'œil, decorazioni floreali, paesaggi e finte architetture. Quasi tutte le sue opere furono realizzate in collaborazione o come completamento dei lavori del fratello Paolo Gerolamo, di cui non raggiunse mai il livello artistico.
Morì poverissimo a Noli nel 1831.

## Opere
- Chiesa della Santissima Annunziata (Spotorno): decorazioni della facciata.
- Chiesa di San Nicolò (Albisola Superiore): decorazioni della facciata.
- Palazzo degli Scolopi a Monturbano (Savona): affreschi.
- Chiesa di San Giovanni Battista in San Domenico (Savona): finte architetture.
- Cattedrale di Nostra Signora Assunta (Savona): pitture di angeli con stemma di papa Pio VII.
- Chiesa di San Martino (Stella): fregi floreali a completamento degli affreschi del fratello.